# Слатенко Валерій Анатолійович
Валерій Анатолійович Слатенко (нар. 23 березня 1947, Українська РСР — 10 вересня 2024) — радянський український тренер.

## Життєпис
Військову службу проходив при одеській футбольній команді СКА (Одеса). Після завершення служби повернувся до Херсона, де працював наладчиком обладнання на місцевому напівпроводниковому заводі. У цей же час почав на добровільних засадах займатися місцевою заводською командою. У 1973 році призначений директором спортивно-концертного комплексу «Кристал». У грудні 1975 року головну футбольну команду області «Локомотив» передали на баланс заводу, Валерія Слатенка тимчасов призначили головним тренером команди. Того ж року «Кристал» виграє обласний чемпіонат. Після затвердження Євгена Лемешека на посаду головного тренера клубу, в березні 1976 року Валерій Слатенко зайняв посаду технічного директора «Кристала». З літа 1979 по серпень 1980 року знову очолював херсонський «Кристал».
В 2018 рокі, надав матеріали особистого архіву для оформлення "Історичного тролейбуса" присвяченого становленню команди майстрів з футболу "Кристал" Херсон.

У листопаді 2021 року в останне відвідав матч херсонського "Кристала" на домашньому стадіоні, та взяв участь в урочистостях приурочених до 60-річчя заснування клубу. 

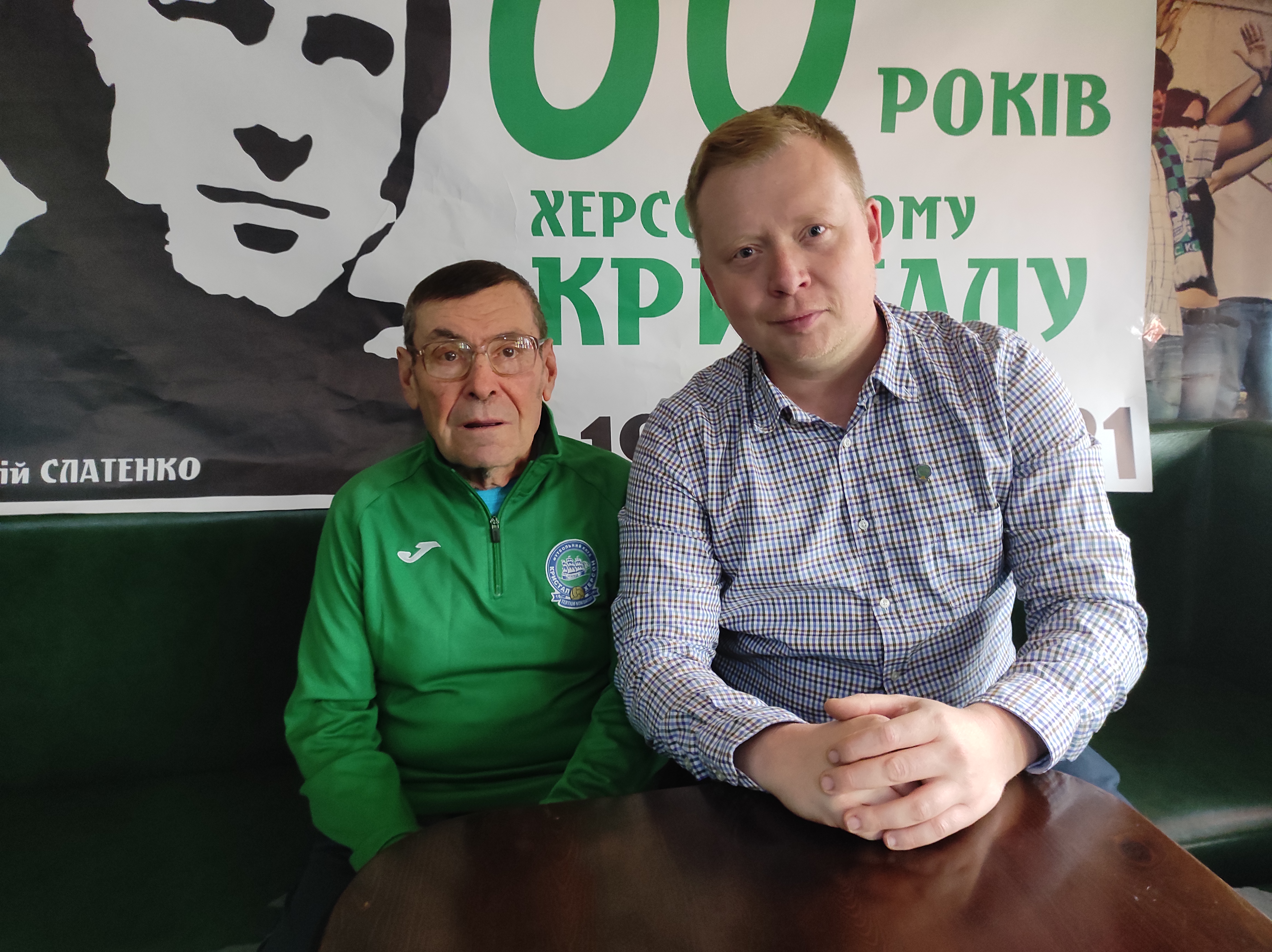
Валерій Слатенко та Микола Комаренко на святкуванні 60-річчя ФК Кристал. 2021 рік На фоні плакату присвяченого Слатенку

"Досі ходять легенди про його майстерність переконувати людей, завдяки чому, попри відсутність значних матеріальних та фінансових ресурсів, у Кристалі працювала низка відомих тренерів та гравців. Крім того, Валерій Слатенко кілька разів керував Кристалом безпосередньо як головний тренер"

### Смерть
Помер 10 вересня 2024 року у херсонській лікарні імені Афанасія і Ольги Тропіних після тяжкої хвороби. Похований у Херсоні. 
У віці 77 років не стало Валерія Слатенка, який був першим організатором команди Кристал на Херсонському заводі напівпровідникових приладів, яка пізніше і стала МФК Кристал. Валерій Анатолійович відіграв важливу роль в історії клубу, через що його прозвали "Батьком херсонського Кристала".

### Сім'я
Дружина: Наталія Слатенко
Доньки: Оксана та Юлія
Онук: Тимур Слатенко